# Абдуллаев, Тахир Хикмет оглы
Тахи́р Хикме́т оглы́ Абдулла́ев (азерб. Tahir Hikmət oğlu Abdullayev; род. 2 февраля 1997 года, село Халыджаллы, Масаллинский район, Азербайджан) —  азербайджанский боец смешанных единоборств.

## Биография
Родился 2 февраля 1997 года в селе Халыджаллы, Масаллинского района Азербайджана. С детства увлекался спортом. С 11 лет начал заниматься вольной борьбой. 
В 2013 году переехал в Москву. После переезда в возрасте 15 лет по наставлениям отца и старшего брата увлекся смешанными единоборствами. Серьезно начал заниматься смешанными боевыми искусствами с 16 лет.
В период с 17 до 18 лет провел множество любительских боев. Неоднократно становился чемпионом и призером Москвы, Московской области и России по боевому самбо и универсальному бою. Выполнил нормативы мастера спорта по боевому самбо и универсальному бою. Также выигрывал чемпионат Москвы и Московской области по кикбоксингу. Обладатель кубка и пояса форума боевых искусств «Битва Чемпионов 12: Школа против школы» в 2020 году.
В марте 2015 года начал профессиональную карьеру, одержав победу в дебютном бою. Принимал участие на турнирах таких промоушенов как MG, Sech Pro, MMA SERIES, M1-Global. По сей день является действующим бойцом клуба "Baku Fighters".

## Таблица выступлений

### Статистика (11-1)
| Боёв 12          | Побед 11 | Поражений 1 |
| ---------------- | -------- | ----------- |
| Нокаутом         | 6        | 0           |
| Сдачей           | 4        | 1           |
| Решением         | 1        | 0           |
| Дисквалификацией | 0        | 0           |
| Ничьи            | 0        | 0           |

| № Боя | Результат | Рекорд | Соперник                      | Способ                              | Турнир                                                                   | Место проведения        | Дата                  | Раунд | Время              |
| ----- | --------- | ------ | ----------------------------- | ----------------------------------- | ------------------------------------------------------------------------ | ----------------------- | --------------------- | ----- | ------------------ |
| 12    | Победа    | 11-1   | Алексей Ляпунов · Россия      | Сабмишн (удушение гильотиной)       | MMA Series 28 - Время новых героев 15                                    | Санкт-Петербург, Россия | 20 марта 2021 года    | 3     | 3:00               |
| 11    | Победа    | 10-1   | Кишвар Худоеров · Таджикистан | Технический нокаут (удары)          | MMA Series 10 - WKG & M-1 Online                                         | Санкт-Петербург, Россия | 18 июля 2020 года     | 1     | 1:15               |
| 10    | Победа    | 9-1    | Махир Алиев · Казахстан       | Сабмишн (рычаг локтя)               | M-1 Challenge 102 - Rakhmonov vs. Varejao                                | Нур-Султан, Казахстан   | 28 июня 2019 года     | 2     | 3:57               |
| 9     | Победа    | 8-1    | Дмитрий Березин · Россия      | Нокаут (колено)                     | Hooligan Fight Show - Битва за Тулу 2                                    | Тула, Россия            | 28 сентября 2018 года | 1     | 1:30               |
| 8     | Поражение | 7-1    | Роман Богатов · Россия        | Сабмишн (удушение с захватом руки)  | M-1 Challenge 90 - Kunchenko vs. Butenko                                 | Санкт-Петербург, Россия | 30 марта 2018 года    | 2     | 1:21               |
| 7     | Победа    | 7-0    | Кевей Сюй · Китай             | Технический нокаут                  | The King FC - The King Fighting Championship                             | Юньнань, Китай          | 19 февраля 2018 года  | 1     | данные отсутствуют |
| 6     | Победа    | 6-0    | Алексей Балыбердин · Россия   | Сабмишн (скручивание пятки)         | OFG - Orion Fighter 3                                                    | Москва, Россия          | 9 сентября 2017 года  | 1     | 2:46               |
| 5     | Победа    | 5-0    | Мовсар Мухаммедов · Россия    | Технический нокаут (остановка угла) | Moscow Pankration Federation - International Festival of Pankration 2017 | Москва, Россия          | 9 апреля 2017 года    | 2     | 1:10               |
| 4     | Победа    | 4-0    | Сахиб Муродов · Таджикистан   | Технический нокаут (удары)          | OFG - Orion Fighter 1                                                    | Москва, Россия          | 7 мая 2016 года       | 1     | 3:13               |
| 3     | Победа    | 3-0    | Сахиб Муродов · Таджикистан   | Технический нокаут (удары)          | OF - Orion Mixfight                                                      | Москва, Россия          | 24 апреля 2016 года   | 2     | 3:51               |
| 2     | Победа    | 2-0    | Расул Мансуров · Кыргызстан   | Единогласное решение                | Jash-Kuch Fighting Championship - JFC 2015 Fight Night                   | Бишкек, Кыргызстан      | 19 сентября 2015 года | 2     | 5:00               |
| 1     | Победа    | 1-0    | Ажибай Акылбеков · Кыргызстан | Сабмишн (рычаг локтя)               | Kyrgyzstan MMA Federation - People's Friendship Cup                      | Москва, Россия          | 4 марта 2015 года     | 2     | 2:05               |